# Simon Sinek
Simon O. Sinek (* 9. října 1973, Wimbledon) je britsko-americký autor, motivační řečník a marketingový konzultant. Je autorem světových bestsellerů: „Začněte s PROČ“ (Start With Why), „Lídři jedí poslední“ (Leaders Eat Last) a „Objevte své PROČ“ (Find Your Why).
Sinek zformuloval a popularizoval koncept „zlatého kruhu“, v jehož středu stojí „proč" - vnitřní smysl existence nebo práce jednotlivce. Koncept představil například v TED Talks. Vzděláním je etnograf, a tak ho nepřestávají fascinovat lidé a organizace. Spolupracuje se společností Ernst&Young, jíž pomáhá měnit firemní kulturu, nebo s RAND Corporation. Spolupracuje nebo spolupracoval i s dalšími firmami a organizacemi, mezi nimi figurují například Microsoft, Disney, Mars, KPMG, Pfizer nebo americká armáda.
Česky vydává jeho knihy nakladatelství Jan Melvil Publishing.

## Dětství a vzdělání
Sinek se narodil v londýnské čtvrti Wimbledon v Anglii. Dětství prožil v Johannesburgu, v Londýně a v Hongkongu, později se přestěhoval do USA. Vystudoval Northern Valley Regional High School v Demarestu, kterou ukončil v roce 1991. Studoval právo na Londýnské univerzitě a získal bakalářský titul v kulturní antropologii na Brandeis University.

## Kariéra
Sinek začal svoji kariéru v New Yorku v reklamních agenturách Euro RSCG a Ogilvy&Mather. Později založil vlastní společnost Sinek Partners. Jeho přednáška „How Great Leaders Inspire Action“ je třetí nejpopulárnější na Ted Talks. Přednáší na světových událostech, jako je například The UN Global Compact Leaders Summit.
V roce 2009 vydal knihu „Start with Why: How Great Leaders Inspire Everyone to Take Action“, která česky vyšla pod názvem „Začněte s PROČ: Jak vůdčí osobnosti inspirují k činům“ (Jan Melvil Publishing, 2013). Kniha se objevila na seznamu bestsellerů New York Times. Zatím poslední Sinkova kniha „Find Your Why: A Practical Guide for Discovering Purpose for You and Your Team“ byla publikována v září 2017. Česky vyšla v roce 2018 jako „Objevte své PROČ: Jak najít smysl pro sebe i pro svůj tým“.

## Zlatý kruh

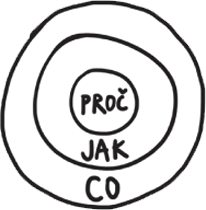
Koncept PROČ

V knize „Začněte s PROČ“ Sinek představil tzv. „zlatý kruh“. Při studiu vůdčích osobností a organizací zjistil, že všichni uvažovali a komunikovali stejným způsobem. Vždy začínali s otázkou „proč“, až poté řešili „jak“ a „co“ zrealizovat. Podle Sineka umí každá organizace vysvětlit, „co“ dělá, některé umějí vysvětlit i „jak“ to dělají, ale jen málokteré umějí říci, „proč“ to dělají. Za „proč“ se nepovažuje zisk ani peníze. Osobnosti a firmy, které znají své „proč", inspirují. Lidé je následují proto, že chtějí, nejsou manipulováni. Zaměstnance jejich práce těší a vidí v ní smysl. Koncept zlatého kruhu se navíc osvědčuje i v B2B marketingu. Zvlášť pokud se marketéři či obchodní zástupci dané společnosti snaží vyhovět principům tzv. account-based marketingu.

## Knihy vydané česky
- Sinek, S. „Začněte s PROČ: Jak vůdčí osobnosti inspirují k činům“ (2013, Jan Melvil Publishing)
- Sinek, S. „Lídři jedí poslední: Proč některé týmy drží pohromadě a jiné se rozpadají“ (2015, Jan Melvil Publishing)
- Sinek, S. „Objevte své PROČ: Jak najít smysl pro sebe i pro svůj tým“ (2018, Jan Melvil Publishing)
- Sinek, S. „Nekonečná hra“ (2021, Jan Melvil Publishing)